# Padeldrömmar
Padeldrömmar är en svensk komediserie från 2023 som skrivits av Erik Haag och Anders Helgeson och producerad av Daniel Moll.
Serien hade premiär på TV4 och C More den 20 januari 2023.

## Handling
Serien handlar om Fabian, 36 år, och Hasse, 53 år, som bestämmer sig för att förverkliga sin dröm och förvandla sin badmintonhall till en padelhall. De saknar dock helt såväl entreprenörskapsanda som driv. Dessutom är de när det gäller att etablera padelbanor "sist på bollen".

## Rollista (i urval)
- Björn Gustafsson – Fabian
- Erik Haag – Hasse
- Arantxa Alvarez – Linda
- Peter Sjöquist – Padelkungen
- Thomas Nilsson – Leif, padelkungens livvakt
- Anneli Eriksson Sundberg - Fabians mamma Agneta